# Девичі Гори
Девичі Гори (рос. Девичьи Горы) — село в Большеболдинському районі Нижньогородської області Російської Федерації.
Населення становить 0 осіб. Входить до складу муніципального утворення Молчановська сільрада.

## Історія
Від 2009 року входить до складу муніципального утворення Молчановська сільрада.

## Населення
| 1859 | 1999 | 2002 | 2010 |
| ---- | ---- | ---- | ---- |
| 94   | ↘3   | ↘0   | →0   |